# Delftse School

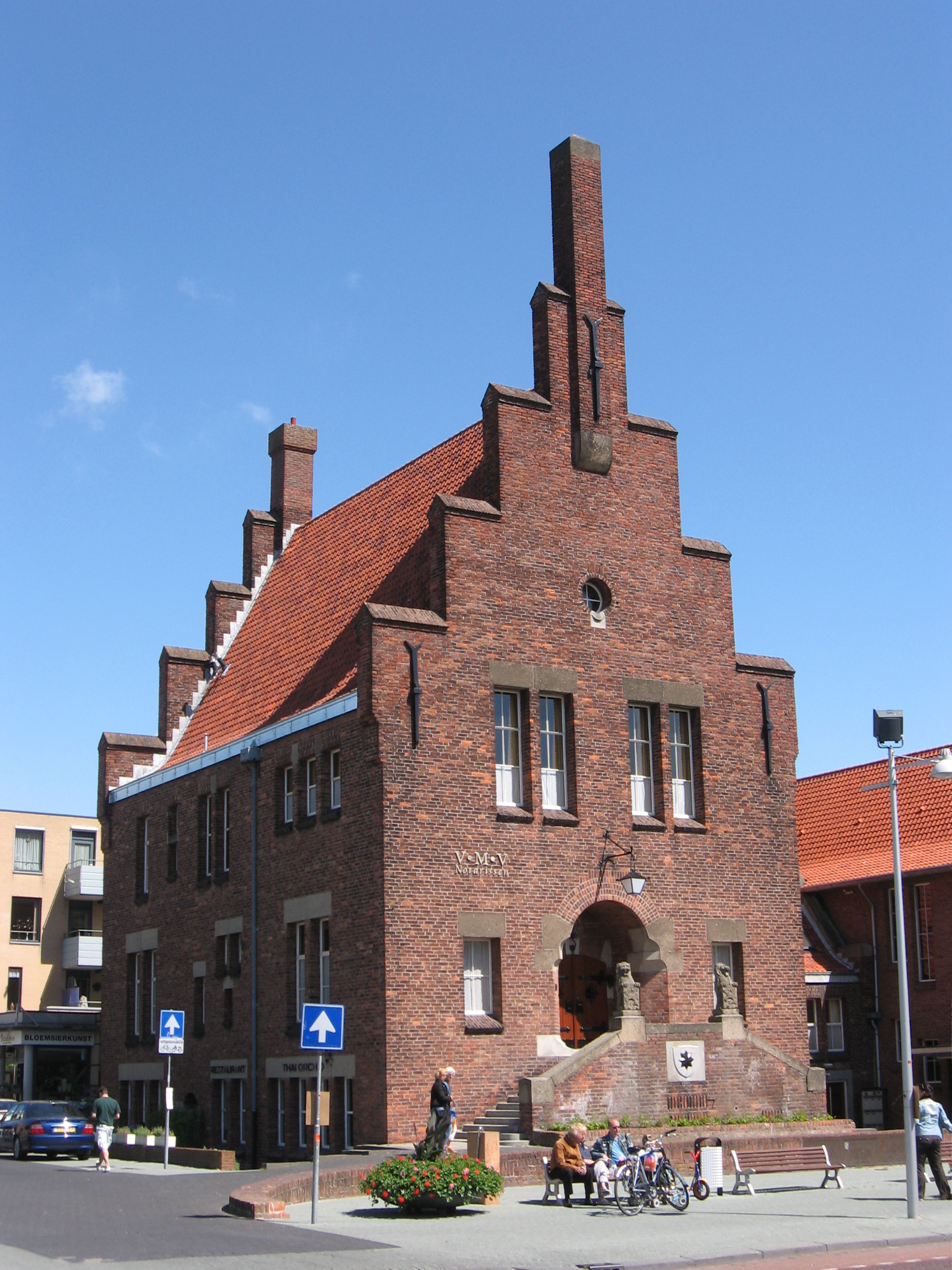
Het oude raadhuis van Wateringen

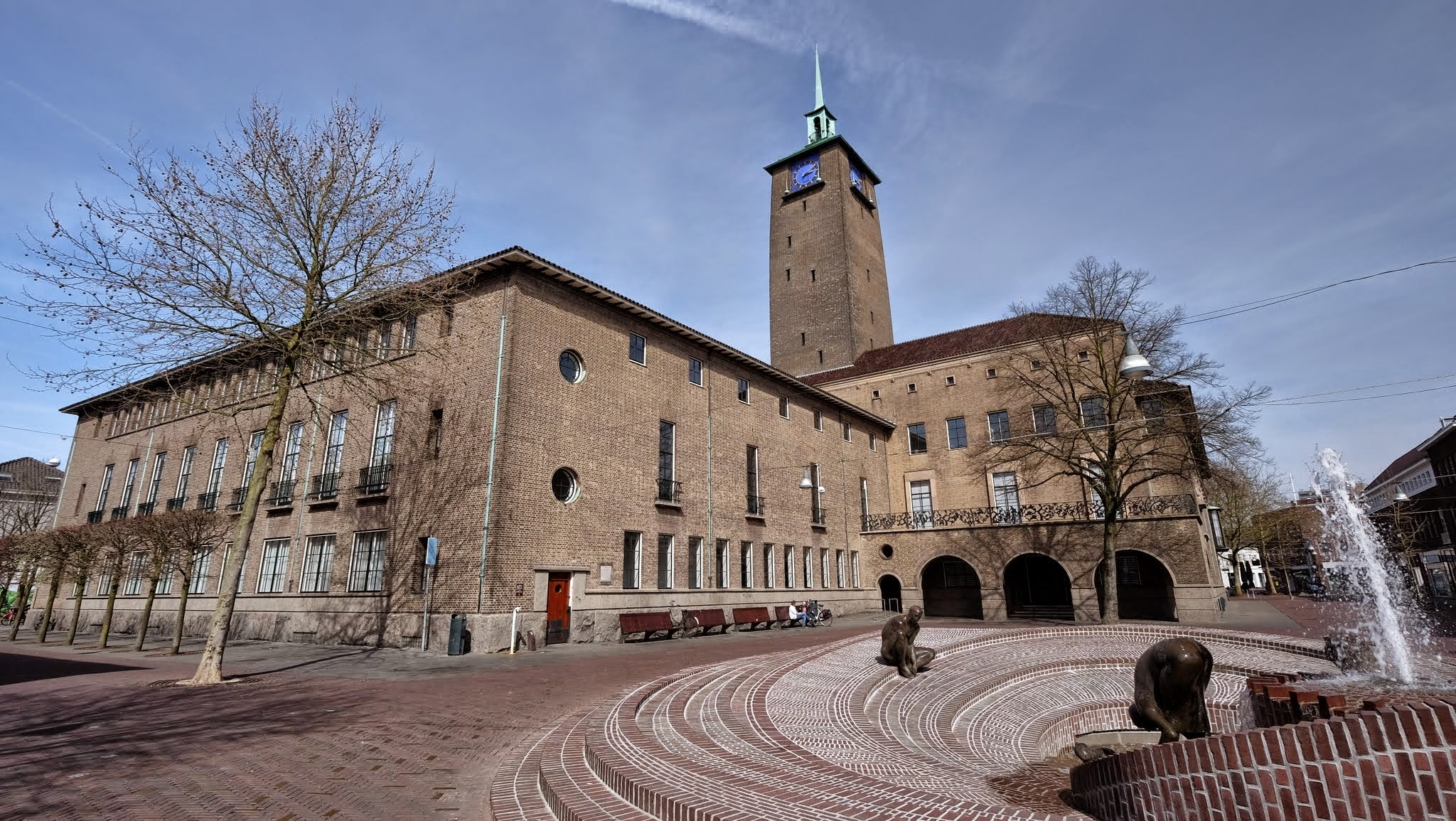
Gijsbert Friedhoff: stadhuis van Enschede

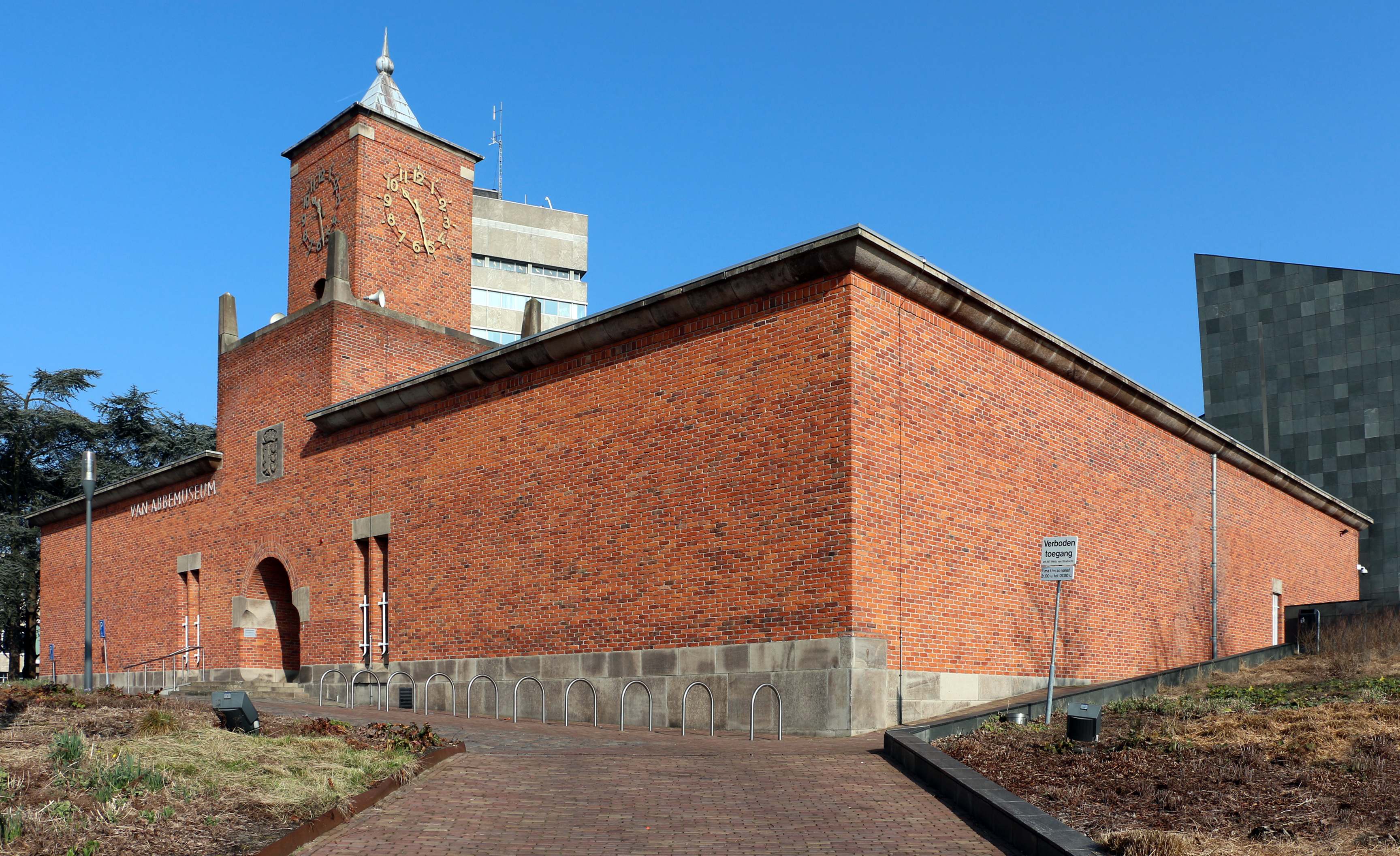
Van Abbemuseum in Eindhoven

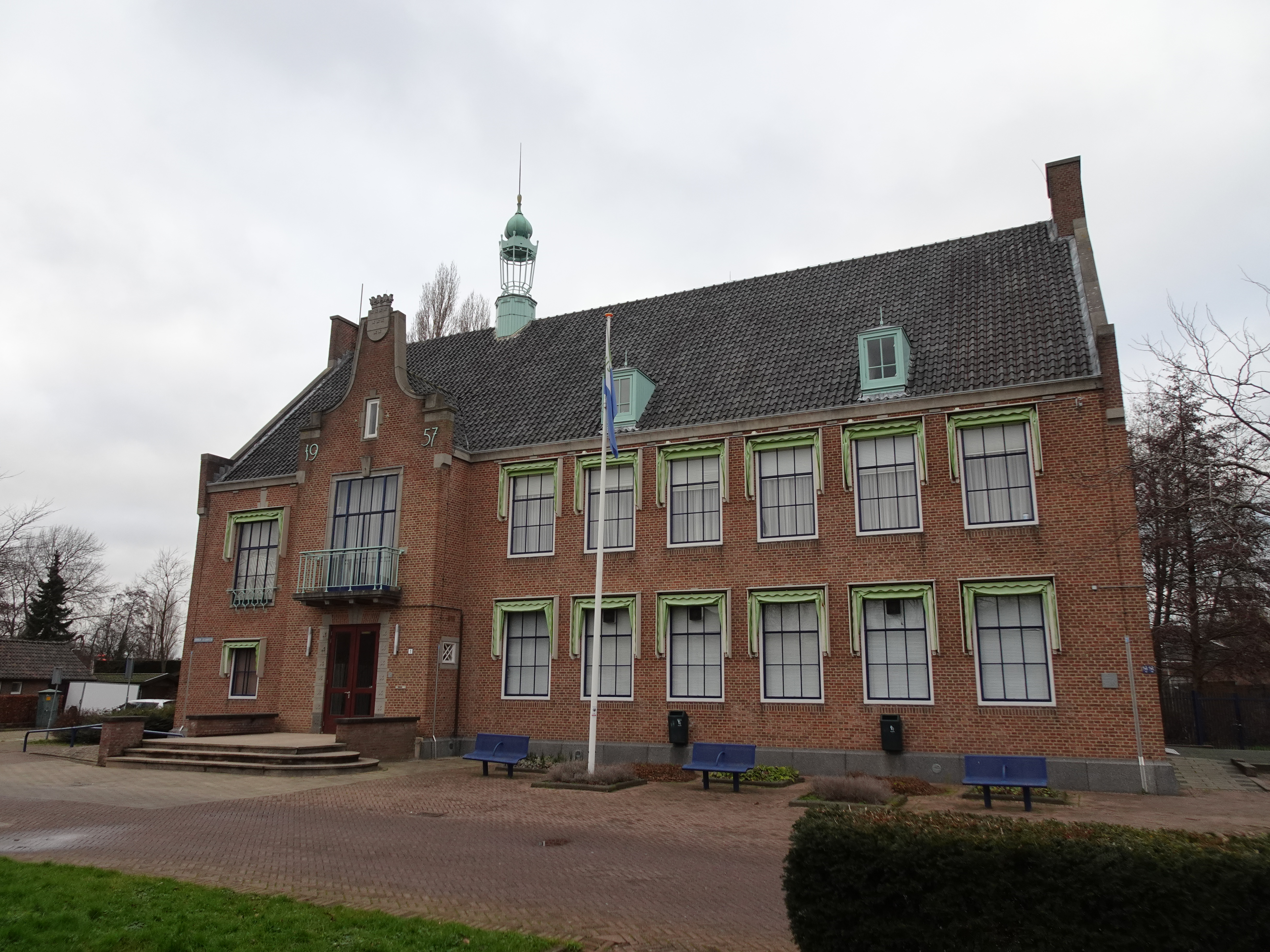
Het oude gemeentehuis van Spijkenisse

De Delftse School (ca. 1925-1955) was een stroming in het traditionalisme in de Nederlandse architectuur die is ontstaan rondom de Delftse hoogleraar ir. Marinus Jan Granpré Molière. De naam 'Delftse School' werd geïntroduceerd door de architect Jacobus Oud van de kunstenaarsgroep De Stijl. Vanaf het einde van de jaren 40 maakte de Delftse School geleidelijk plaats voor de Bossche School rond Dom Hans van der Laan.
Belangrijke representanten van de Delftse School waren, naast Granpré Molière, C.M. van Moorsel en B.J. Koldewey. Andere voorbeelden zijn J.F. Berghoef, A.M. De Rouville de Meux, Gijsbert Friedhoff, Cees Pouderoyen en in het zuiden Cor Roffelsen.

## Achtergrond
De Delftse School streefde naar een architectuur, gebaseerd op universele normen en waarden. Daarnaast wilde men de traditie van de Nederlandse plattelandsbouw in ere houden. Deze traditie was een reactie op de Amsterdamse School die volgens de traditionalisten te decoratief was ingesteld. Hierin grepen ze terug op het rationalisme van Berlage.

### Monumentaal versus sober
Volgens de architecten van de Delftse School lag schoonheid juist in de eenvoud en was een goede harmonie tussen massa, ruimte en lichtval belangrijk. De architectuur moest nederig zijn en vooral niet opvallen. De functie van een gebouw moest tot uitdrukking komen in de vorm. Vandaar werd ook een groot onderscheid gemaakt in de vormgeving van woonhuizen (simpel en ingetogen) en publieke gebouwen als stadhuizen en kerken, die juist monumentaal moesten zijn om hun functie te benadrukken. Met name op de katholieke kerkenbouw had de Delftse School grote invloed.

### Kenmerken
Kenmerkend voor de Delftse School zijn het vrijwel uitsluitende gebruik van baksteen, brede kozijnen en erkers (veelal in lichte kleuren), hoge gootlijnen en groene hagen. De daken tussen topgevels, zijn hoog en steil en met pannen bekleed. De baksteen gevels vallen op door het gebruik van natuursteen op constructief belangrijke punten. Een belangrijke bron van inspiratie was het werk van A.J. Kropholler, die echter zelf geen deel uitmaakte van de Delftse School.

## Populariteit
De architectuur van de Delftse School heeft de wederopbouw tijdens en na de Tweede Wereldoorlog in sterke mate beheerst, wat illustratief lijkt voor de populariteit en het vertrouwen in de toekomstwaarde ervan. Critici stellen wel dat de macht van de Delftse School zo groot was, dat architecten die er geen deel van uitmaakten, simpelweg weinig kans kregen om hun ontwerpen uit te voeren. Architecten van de Delftse School waren onder meer betrokken bij de herbouw van Rhenen en Middelburg.

### Kritiek
Met name vanuit het functionalisme bestond er grote weerstand tegen de Delftse School. Maar ook in traditionalistische kringen was de Delftse School niet onomstreden. Met name Frits Peutz was een verklaard tegenstander van de kring rond Granpré Molière. Bovendien waren verschillende vooraanstaande architecten van het traditionalisme, zoals H.W. Valk en Alphons Boosten, niet bij de Delftse School betrokken. Het is dan ook onterecht dat het begrip Delftse School vaak gebruikt wordt als aanduiding voor het totale traditionalisme in Nederland. 